# Graziella (bicicletta)

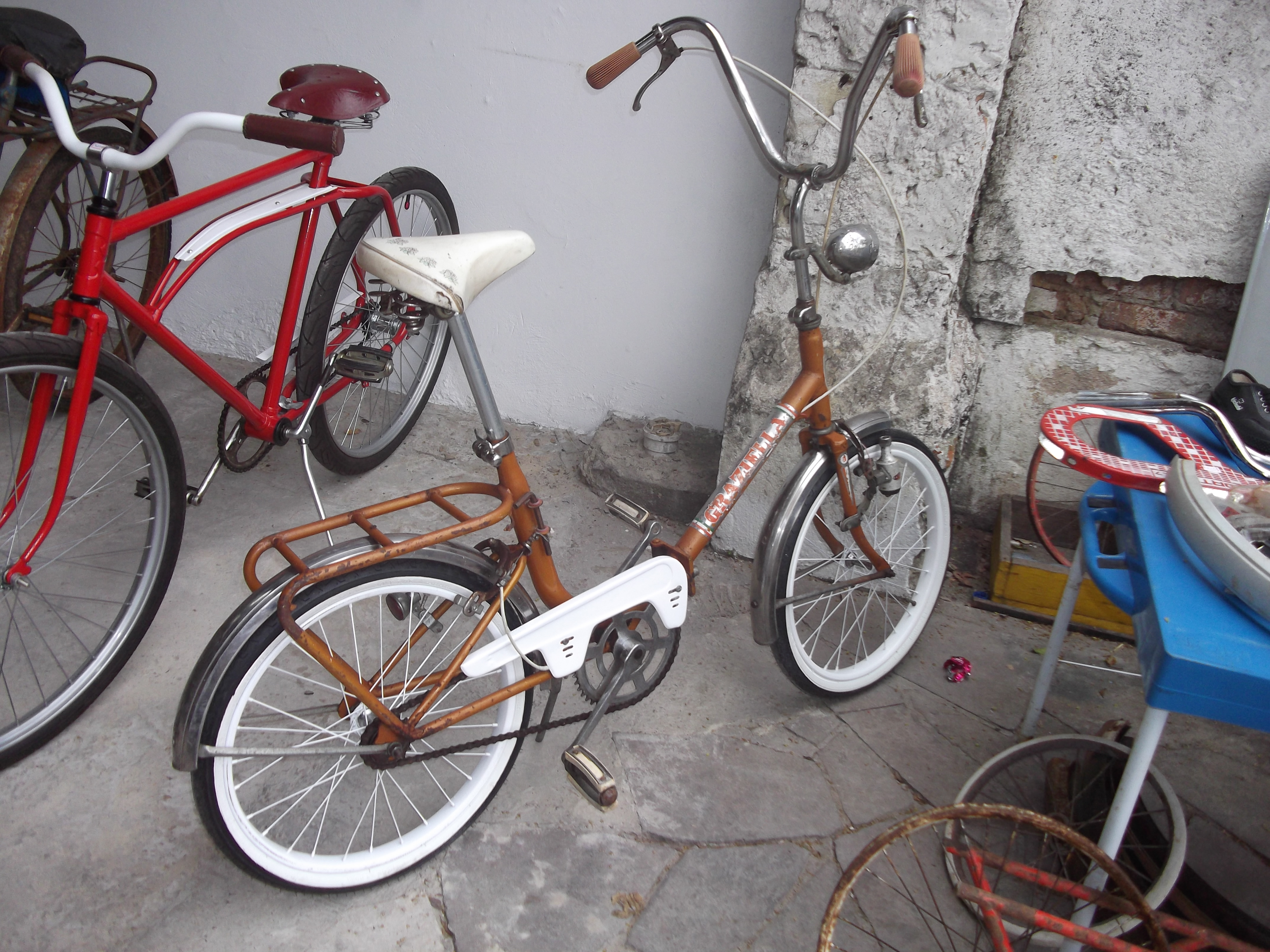
Una bicicletta "Graziella"

La Graziella fu una bicicletta pieghevole disegnata da Rinaldo Donzelli e prodotta a partire dal 1964 dalla fabbrica Carnielli di Vittorio Veneto di nome Bottecchia.

## Storia
Divenne molto popolare in Italia, situandosi fra le icone del made in Italy degli anni sessanta. La commercializzazione della Graziella, pubblicizzata come "la Rolls-Royce di Brigitte Bardot", contribuì in maniera decisiva a rivoluzionare la percezione comune della bicicletta, che fino agli anni cinquanta era considerata solo come attrezzatura sportiva o come mezzo di trasporto "povero", e che negli anni del boom economico divenne invece uno status symbol della nuova gioventù benestante. Era strutturata senza canna orizzontale, con cerniera centrale, piccole ruote da 16 pollici, sella e manubrio smontabili.
Nel 1971 subì un aggiornamento per cui venne aumentato il diametro delle ruote e furono aggiunti particolari come il portapacchi in tinta.
La Graziella fu prodotta fino alla fine degli anni ottanta. I modelli originali sono oggetto di collezionismo e modernariato.
Dalla metà degli anni 70, per il decennio successivo, è "la bicicletta" per antonomasia dei ragazzi che, anche a rischio di rovinose cadute e incidenti vari, la utilizzano praticamente per tutto: spostamento da soli o in due (il passeggero stava in piedi sul portapacchi e si teneva alle spalle del conducente), trasporto di qualunque tipo di oggetto (legato al portapacchi) e persino per le prime "gare" di ciclocross nelle periferie e borgate allora quasi in campagna.
Tutte munite del celebre "snodo" che ne permetteva il ripiegamento e il facile trasporto in auto (chi poteva permettersene una) venivano prodotte da varie case tra cui, oltre a Graziella, si possono ricordare Bianchi, Chiorda, Rondine, Legnano, Carnielli e Dino.
Una rarissima e, oramai, introvabile Rondine da 16" non aveva lo snodo centrale (telaio monotubo) ed era munita di freni estremamente efficaci. Per questo motivo era ricercatissima e utilizzata dai ragazzini Italiani nei primi anni 80 in gare di salti e acrobazie (le future bmx erano ancora al di la dell'oceano e avevano costi improponibili: nel 1985 con il prezzo di una BMX si potevano acquistare oltre quattro Graziella da 20".